# Natividad, Pangasinan
Natividad là một đô thị hạng 5 ở tỉnh Pangasinan, Philippines. Theo khảo sát năm 2010, dân số đô thị này có 22,713 người.

## Barangay
Natividad được chia thành 18 barangay.
| - Barangobong - Batchelor East - Batchelor West - Burgos (San Narciso) - Cacandungan - Calapugan - Canarem - Luna - Poblacion East | - Poblacion West - Rizal - Salud - San Eugenio - San Macario Norte - San Macario Sur - San Maximo - San Miguel - Silag |